# کارلو جوفره
کارلو جوفره (ایتالیایی: Carlo Giuffrè؛ زاده ۳ دسامبر ۱۹۲۸ – درگذشته ۱ نوامبر ۲۰۱۸) بازیگر تئاتر، سینما و تلویزیون و کارگردان تئاتر ایتالیایی بود.
از فیلم‌های معروف او می‌توان به بازی در به بانو تجاوز شده است، خدمتکار، گردشگران را اغوا می‌کند، دانشجو، رو به جلو… حرکت!، گناه است… اما آن را دوست دارم، پوست، رسوایی در خانواده، سوداگر، میل یک زن، مرد لاتینو… تحت تعقیب، آموزش ویولنسل با توکاتا و فوگ، بهترین خدمتکار مقیم خانه، اون حرکتی که خیلی دوستش دارم، ۱۶ ساله‌ها، عشق اول، بارتالی: مرد آهنین، بیوه دل‌ربا، پوکر در رختخواب، کلاس خصوصی و آموزگار جایگزین اشاره کرد.